# 弗拉绍克勒蒂
弗拉绍克勒蒂（羅馬化：frašō.kərəti，羅馬化：fraš(a)gird同源）是阿維斯陀語的一个术语，字面意思为“变得美妙”。在祆教中，弗拉绍克勒蒂指宇宙的最终更新，届时邪恶将被消灭。